# とんこっちゃんふじ子
とんこっちゃん・ふじ子（とんこっちゃん・ふじこ、1989年〈平成元年〉3月9日 - ）は、日本のお笑いタレント。福岡県出身。ワタナベエンターテインメント九州事業本部所属。本名は藤山 なおこ（ふじやま なおこ）。

## 来歴
福岡工業大学附属城東高等学校柔道部出身で、金鷲旗高校柔道大会では団体戦優勝（2004年）・個人戦ベスト8に進出したことがある。
福岡大学卒業後、中学校の体育教員を経て、石塚英彦に憧れてグルメレポーターを志して芸人となる。
お笑いコンビ「とんこっちゃん」を結成するが解散し、ピン芸人として九州を拠点に活動。
2016年、第37回ABCお笑いグランプリの最終予選に地方芸人として唯一進出した。
2019年4月19日、自身が出演するBAYSIDE SHOCK番組内において入籍を発表。結婚を機にタレントへ転身。
2021年8月13日、不妊治療の末に第1子女児を出産。
2022年8月29日、ブログにて離婚したことを公表。2023年には『ゴリパラ見聞録』にてゴリけんに電話で報告する様子が放送され、その後当番組のイベントにも出演して自身の離婚をネタにした。
2024年4月4日、月一開催の子ども食堂【おかわり食堂〜うま一本〜】を開店。

## 出演

### テレビ
現在
- 英太郎のかたらんね（テレビ熊本）- 「わがまち食堂｣のコーナー(水曜・隔週)
- れじゃぐる（OAB大分朝日放送）中継担当
- ぎゅっと（KBC九州朝日放送）火曜日コメンテーター
- 土曜の夜は!おとななテレビ（TVQ九州放送）※不定期
- めんたいワイド（福岡放送）- 「火曜カレー部」部長

### ラジオ
- FRIDAY SPECIAL BAYSIDE SHOCK（CROSS FM、金曜 12:00-16:00、2017年10月 - ）
- 笑売繁盛! ウメ子食堂（RKBラジオ、2020年12月 - ）※2021年4月より木曜レギュラー